# میتسوبیشی اف-۲
میتسوبیشی اف-۲ (به انگلیسی: Mitsubishi F-2) با نام مستعار وایپر زیرو (به انگلیسی: Viper Zero) یک جنگنده چند منظوره است که توسّط صنایع سنگین میتسوبیشی و لاکهید مارتین برای نیروی هوایی دفاعی ژاپن طراحی و با نسبت ۴۰/۶۰ توسط ژاپن و آمریکا به‌طور مشترک تولید شده‌ است. تولید این جنگنده از سال ۱۹۹۶ میلادی شروع شد و اوّلین هواپیما در سال ۲۰۰۰ میلادی وارد خدمت شد.
اوّلین سری ۷۶ فروندی در سال ۲۰۰۸ وارد خدمت شده با مجموع کلّی ۹۴ فروند سفارش تحت قرارداد.

## سوانح و حوادث
- در تاریخ ۳۱ اکتبر ۲۰۰۷ یک فروند اف۲ بی در حین تیک‌آف از فرودگاه ناگویا در مرکز ژاپن دچار آتش‌سوزی شد و سقوط کرد. این جت برای تست پرواز پس از تعمیرات کلّی در اختیار کارکنان شرکت میتسوبیشی و قبل از تحویل به نیروی هوایی دفاعی ژاپن بود. هر دو خلبان آزمایشی با صدمات جزئی از این حادثه جان سالم به در بردند. در نهایت مشخّص شد سیم‌کشی نامناسب علّت این سانحه بوده‌ است.
- در نتیجهً زمین‌لرزه و سونامی ۲۰۱۱ توهوکو ۱۸ فروند اف۲ بی‌اس متعلّق به اسکادران ۲۱ جنگنده در پایگاه هوایی ماتسوشیما آسیب دیده یا نابود شدند.[۲] از این ۱۸ جنگنده، ۱۲ فروند غیرقابل تعمیر تلقی شده و اوراق خواهند شد. ۶ فروند باقی‌مانده با برآورد هزینهٔ ۸۰ بیلیون ین (۴۹۰ میلیون یورو) تعمیر خواهند شد. در حال‌ حاضر انجام آموزش توسّط اسکادران ۲۱ جنگنده، به پایگاه هوایی دیگری منتقل شده‌ است.

## ویژگی‌های کلّی میتسوبیشی اف-۲

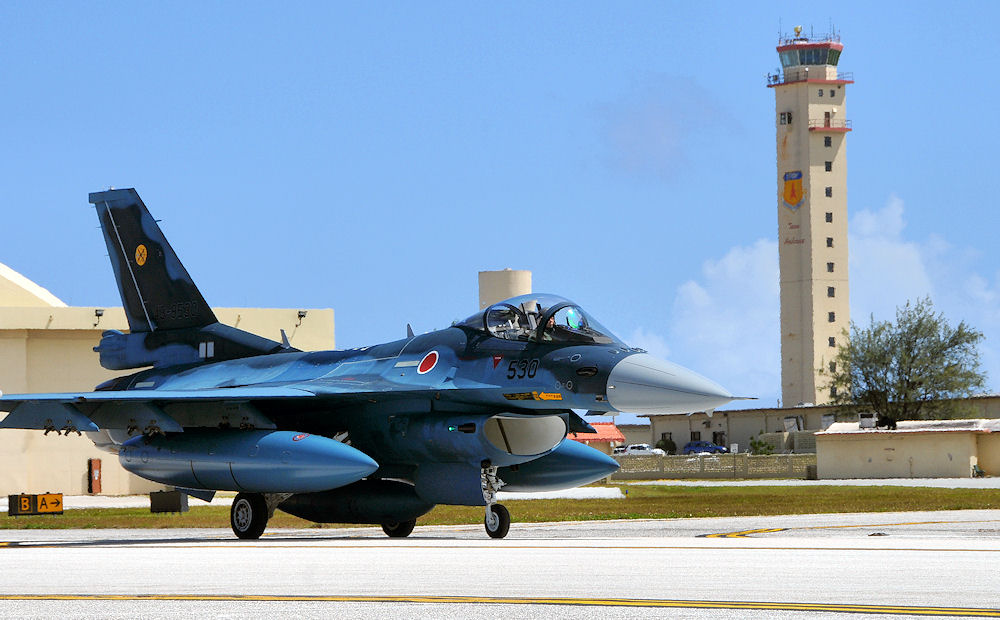
میتسوبیشی اف_۲ ای

مشخصات عمومی
- خدمه: ۱ نفر
- طول: ۱۵/۵۲ متر (۵۰ft 11in)
- پهنای بال: ۱۱٫۱۳ متر (۳۶ft 6in)
- ارتفاع: ۴٫۶۹ متر (۱۵ft 5in)
- بال: مساحت ۳۴٫۸۴ مترمربع (۳۷۵ft²)
- وزن خالی: ۹٬۵۲۷ کیلوگرم (۲۱٬۰۰۰lb)
- وزن بارگیری: ۱۴٬۹۷۰ کیلوگرم (۳۳٬۰۰۰lb)
- بیشینه وزن برخاست: ۲۲٬۰۹۰ کیلوگرم (۴۸٬۷۰۰lb)

 عملکرد 
- سرعت بیشینه: ۲۱۲۴ Km/h

جنگ‌افزار

- توپها: ۱×۲۰mm جی ام۶۱ آ۱